# Harriet Beecher Stowe
Pour les articles homonymes, voir Beecher et Stowe.
Harriet Beecher Stowe, née le 14 juin 1811 à Litchfield dans l'État du Connecticut et morte le 1er juillet 1896 à Hartford également dans le Connecticut, est une romancière, nouvelliste, journaliste américaine, philanthrope, militante abolitionniste et féministe. Son roman d'inspiration chrétienne, et humaniste : La Case de l'oncle Tom (1852), est vendu à des millions d'exemplaires et a une grande influence dans la conscience publique américaine quant au commerce et à l'institution de l'esclavage au moment où les tensions légales et sociales entre esclavagistes du Sud et abolitionnistes du Nord deviennent de plus en plus vives. Elizabeth Harriet Beecher Stowe a écrit plus de vingt livres, dont des romans, trois mémoires de voyage et des collections d'articles et de lettres.

## Biographie

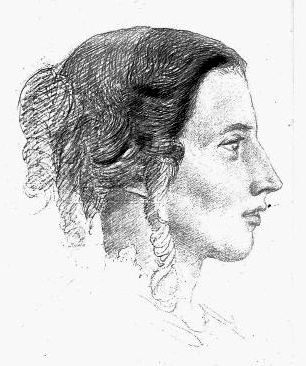
Portrait de Harriet Beecher Stowe par Pierre-Jean David d’Angers, dit David d’Angers.

### Jeunesse et formation
Elizabeth Harriet Beecher est la septième des onze enfants de Lyman Beecher,, un pasteur presbytérien, et de Roxana Foote Beecher. Parmi les onze enfants, sept fils deviendront des pasteurs, dont Henry Ward Beecher, figure majeure de l'émancipation des Afro-Américains. Sa sœur aînée Catherine Beecher sera une pionnière du droit des femmes à l'éducation, et sa sœur cadette Isabella Beecher Hooker sera l'une des fondatrices de la National Women’s Suffrage Association,,.
Bien que sa famille soit puritaine, elle est ouverte aux problèmes sociaux et à la réforme de la société. Sa mère meurt lorsqu'elle a cinq ans et son père se remarie avec Harriet Porter Beecher. Dès son enfance, elle est invitée à participer aux débats lors des repas, ce qui lui donne une expérience dans le maniement de l'argumentation et de la rhétorique.
En 1832, son père fonde un séminaire de théologie à Cincinnati dans l'Ohio. Elizabeth Harriet Beecher devient alors professeure et se lance dans l'écriture avec les Scènes et types descendant des pèlerins, qu'elle publie en 1843 sous le titre de The Mayflower (Fleur de mai, du nom du navire anglais (Mayflower) d'émigrants arrivé en Amérique du Nord en 1620).

### Carrière
En 1833, elle publie son premier livre Primary Geography où elle célèbre les diverses cultures qu'elle a pu connaître,.
Avec son mari Calvin Ellis Stowe (en), collègue de son père, elle s'engage dans le combat abolitionniste. Leurs opinions anti-esclavagistes ouvertement déclarées les obligent à quitter la ville de Cincinnati pour se réfugier à Brunswick dans le Maine. La Case de l'oncle Tom, paru en 1852, se vend la première année à 300 000 exemplaires ; le livre alimente les tensions entre le Sud et le Nord, en fustigeant la civilisation sudiste et enflammant les esprits abolitionnistes.

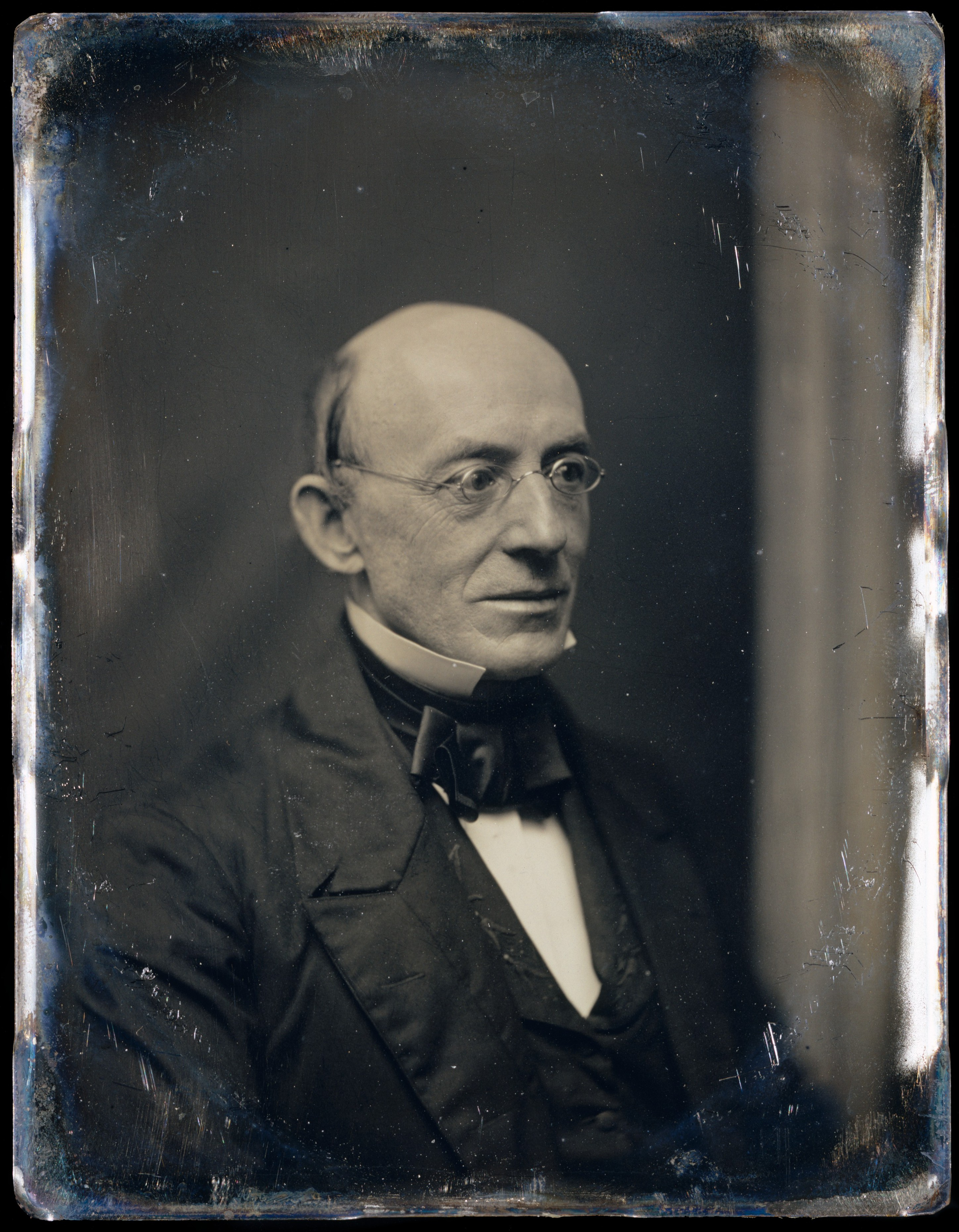
Portrait photographique de William Lloyd Garrison.

Selon Wendell Phillips, Harriet Beecher Stowe a récolté une audience que les abolitionnistes avaient semé ; cependant, si après son succès littéraire elle est restée à l'écart des activités publiques des groupes abolitionnistes, elle a aussi développé une amitié réelle empreinte de respect et de confiance avec le célèbre abolitionniste William Lloyd Garrison.
Elle avait auparavant publié quelques contes ou nouvelles. Forte de ce succès, elle tente de publier une suite en 1856, Dred, histoire du grand marais maudit. Mais le titre ne rencontre pas la même ferveur populaire que La Case de L'oncle Tom, qui reste son ouvrage incontournable et qui connaît un immense succès en Amérique et en Europe et est traduit dans de nombreuses langues.
Avec son frère le révérend Henry Ward Beecher, elle soutient moralement et financièrement Myrtilla Miner, qui a ouvert à Washington une académie d'enseignement supérieur pour former des jeunes femmes afro-américaines au métier d'enseignante d'école primaire malgré les vives oppositions rencontrées.

### Vie personnelle
En 1836, elle épouse un pasteur, le révérend Calvin Ellis Stowe prenant ainsi le nom d'Harriet Beecher Stowe.
Elle repose au Phillips Academy Cemetery d'Andover (Massachusetts), aux côtés de son époux.

## Œuvres (sélections)

### Éditions originales
- The Mayflower; or, Sketches of scenes and characters among the descendants of the Pilgrims, Harper & Brothers, 1843, 324 p. (OCLC 1049620918, lire en ligne),
- Uncle Tom's cabin, volume 1, Jewett, Proctor & Worthington, 1852, 318 p. (lire en ligne),
- Uncle Tom's cabin, volume 2, Jewett, Proctor & Worthington, 1852, 355 p. (lire en ligne),
- A key to Uncle Tom's cabin; presenting the original facts and documents upon which the story is founded, Jewett, Proctor & Worthington, 1853, 276 p. (OCLC 1097468070, lire en ligne),
- Dred : a tale of the great dismal swamp, volume 1, Phillips, Sampson and Company, 1856, 346 p. (OCLC 1033579064, lire en ligne),
- Dred : a tale of the great dismal swamp, volume 2, Phillips, Sampson and Company, 1856, 384 p. (OCLC 1033579064, lire en ligne),
- The minister's wooing, A.L. Burt, 1856, 378 p. (lire en ligne),
- The pearl of Orr's Island : a story of the coast of Maine, Ticknor and Fields, 1862, 472 p. (OCLC 1050798350, lire en ligne),
- Oldtown folks, Fields, Osgood, 1869, 632 p. (OCLC 98506409, lire en ligne),
- Agnes of Sorrento, Fields, Osgood and Co, 1869, 424 p. (OCLC 1038768886, lire en ligne)
- Lady Byron vindicated : a history of the Byron controversy, Fields, Osgood, & co., 1870, 498 p. (OCLC 963736448, lire en ligne),
- My wife and I; or, Harry Henderson's history, Houghton, Mifflin and company, 1871, 506 p. (OCLC 1049886881, lire en ligne),
- Pink and white tyranny A society novel, Roberts Brothers, 1871, 352 p. (OCLC 68750442, lire en ligne),
- Woman In Sacred History, J.B. Ford and Company, 1873, 506 p. (lire en ligne),
- Palmetto-leaves, J.R. Osgood and Company, 1873, 340 p. (OCLC 68768614, lire en ligne),
- Betty's bright idea; also, Deacon Pitkin's farm, and The first Christmas of New England, J.B. Ford & Company, 1876, 132 p. (OCLC 948534884, lire en ligne),
- Poganuc people : their loves and live, Houghton, Mifflin and Company, 1878, 394 p. (OCLC 1050819628, lire en ligne),
- Life of Harriet Beecher Stowe, compiled from her letters and journals by her son, Charles Edward Stowe, Houghton, Mifflin and Company, 1889, 598 p. (OCLC 1048344178, lire en ligne)
- Queer little people, Houghton, Mifflin and company, 1895, 208 p. (OCLC 1069256657, lire en ligne)

### Traductions françaises
Dès sa parution en 1852 La case de l'oncle Tom va être traduit en français
- La case du Père Tom, ou Vie des nègres en Amérique  (trad. Emile de La Bédollière), G. Barba (Paris), 1852, 112 p. (lire en ligne),

traduction abrégée qui sera suivi en 1853 par une traduction en deux volumes :
- La case de l'oncle Tom, ou Sort des nègres esclaves.  (trad. Louis Carion), Dentu (Paris), 1853, volume 1 : 245 p, volume 2 : 220

Ses œuvres majeures seront régulièrement traduites et rééditées durant le XIXe siècle et début du XXe siècle dont la sélection suivante :
- Fleur de mai, nouvelles américaines, par Henriette Beecher Stowe  (trad. La Bédollière, ill. Janet-Lange), G. Barba, 1852, 32 p. (OCLC 459095199)
- La Clef de la "Case de l'oncle Tom", contenant les faits et les documents originaux sur lesquels le roman est fondé  (trad. Adolphe Joanne et Émile Daurand Forgues), Bureaux du Magasin pittoresque, 1853, 399 p. (OCLC 459095880),
- Nouvelles américaines,  (trad. Alphonse Viollet), Charpentier, 1853, 330 p. (OCLC 3133250),
- Noirs et blancs, scènes d'esclavage, Lebrun, 1856, 104 p. (OCLC 459095696),
- Souvenirs heureux : voyage en angleterre, en France et en Suisse  (trad. Eugène Forçade), Michel Lévy Frères, 1857, 288 p. (OCLC 750858221),
- Dred, Histoire du grand marais maudit (2 volumes), Librairie centrale des publications illustrées, 1857 (OCLC 463734307),
- La fiancée du ministre  (trad. H. de L'Espine), Hachette, 1864, 316 p. (OCLC 459095327),
- Les petits renards ou les petites fautes qui troublent le bonheur domestique  (trad. Fanny Duval), Société des haités religieux, 1870 (OCLC 758055194),
- A propos d'un tapis, ou, La science du foyer domestique, Neuchâtel, J. Sandoz, 1870, 202 p. (OCLC 244676730),
- Coups d'épingle ou tyrannie domestique [« Pink and white tyranny »], Lausanne, Payot, 1870, 226 p. (OCLC 715961779),
- Une poignée de contes  (trad. Léontine Rousseau), Bazin et Girardot, 1870, 102 p. (OCLC 459095305),
- Pussy Willow, ou, Fleur des champs et fleur de serre : histoire pour les jeunes filles, Neuchatel, Sandoz, 1871, 109 p. (OCLC 17165924),
- Ma femme et moi (3 volumes)  (trad. Hélène Janin), Sandoz et Fischbache, 1872-1877 (OCLC 716094890),
- Marion Jones : nouvelle américaine  (trad. Émile de La Bédollière), Limoges, C. Barbou, 1882, 72 p. (OCLC 459095234),
- La rose thé : nouvelle américaine  (trad. Émile de La Bédollière), Limoges, C. Barbou, 1882, 124 p. (OCLC 459095275),
- Les fleurs sous la neige : nouvelles américaines, Limoges, C. Barbou, 1882, 167 p. (OCLC 459095210),
- Le Petit Édouard, nouvelle américaine, Limoges, E. Ardant,, 1885, 63 p. (OCLC 459095271),
- Evangéline, Paris, A. Méricant, 1902, 128 p. (OCLC 891233827),
- Marchands et chasseurs d'esclaves, Paris, A. Méricant, 1902, 128 p. (OCLC 891233826),

## Hommage
- 1986 : cérémonie d'entrée d'Harriet Beecher Stowe au National Women's Hall of Fame[17].

## Pour approfondir

#### Notices dans des encyclopédies et manuels de références
- (en-US) Paul Boyer (dir.), Edward T. James (dir.) et Janet Wilson James (dir.), Notable American Women : A Biographical Dictionary, 1607-1950, vol. 3 : P-Z, Cambridge, Massachusetts, The Belknap Press of Harvard University Press (réimpr. 2014) (1re éd. 1971), 729 p. (ISBN 9780674288379, OCLC 1164781221, lire en ligne), p. 393-402,
- (en-US) Encyclopedia of World Biography, vol. 14 : Schi-Stua, Detroit, Michigan, Gale Research, 1998, 516 p. (ISBN 9780787619695, OCLC 999351899, lire en ligne), p. 484-485,
- (en-US) John Arthur Garraty (dir.) et Mark C. Carnes (dir.), American National Biography, vol. 20 : Simms - Stratemeyer, New York, Oxford University Press, USA, 1999, 924 p. (ISBN 9780195127997, OCLC 1003045644, lire en ligne), p. 906-908,
- (en-US) Anne Commire (dir.) et Deborah Klezmer (dir.), Women in World History, vol. 14 : Shul - Sui, Waterford, Connecticut, Yorkin Publications & Gale (réimpr. 2002) (1re éd. 1999), 927 p. (ISBN 9780787640736, OCLC 76433175, lire en ligne), p. 860-866,
- (en-US) Amy E. Hudock (dir.) et Katharine Rodier (dir.), DLB 239 : American Women Prose Writers, 1820-1870, Detroit, Michigan, Gale Research Inc., 2001, 449 p. (ISBN 9780787646561, OCLC 923110093, lire en ligne), p. 310-321,
- (en-US) Jay Parini (dir.), The Oxford Encyclopedia of American Literature, vol. 4 : Anne Sexton-Writing as a Woman in the Twentieth Century, New York, Oxford University Press, 2004, 637 p. (ISBN 9780195167276, OCLC 773541332, lire en ligne), p. 130-135,
- (en-US) Jessica Bomarito (dir.) et Jeffrey W. Hunter (dir.), Feminism in Literature : A Gale Critical Companion, vol. 3 : Kate Chopin-Harriet Beecher Stowe, Detroit, Michigan, Thomson/Gale, coll. « Gale critical companion collection », 2005, 585 p. (ISBN 9780787675769, OCLC 773696967, lire en ligne), p. 455-491,
- (en-US) Steven G. Kellman (dir.) et Frank N. Magill (dir.), Magill's Survey of American Literature, vol. 6 : Steinbeck-Zindel, Pasadena, Californie, Salem Press, 2006, 2907 p. (ISBN 9781587652912, OCLC 1101580321, lire en ligne), p. 2449-2453,

#### Essais
- (en-US) Cathrene P Gilbertson, Harriet Beecher Stowe, Port Washington, état de New York, Kennikat Press, (réimpr. 1968, 2006) (1re éd. 1937), 376 p. (ISBN 9781428654204, OCLC 1003202841, lire en ligne),
- (en-US) Mabel Cleland Widdemer, Harriet Beecher Stowe, Connecticut girl, Bobbs-Merrill (réimpr. 1962) (1re éd. 1949), 206 p. (OCLC 1368967, lire en ligne),
- (en-US) John R. Adams, Harriet Beecher Stowe, Twayne Publishers (réimpr. 1989) (1re éd. 1963), 152 p. (ISBN 9780805775327, lire en ligne),
- (en-US) Winifred Esther Wise, Harriet Beecher Stowe, woman with a cause, New York, Putnam press (réimpr. 2000) (1re éd. 1965), 200 p. (OCLC 770496958, lire en ligne),
- (en-US) Noel B. Gerson, Harriet Beecher Stowe : A Biography, New York, Praeger Publishers, 1976, 230 p. (ISBN 9780275340704, lire en ligne),
- (en-US) Margaret Holbrook Hildreth, Harriet Beecher Stowe : a bibliography, Hamden, Connecticut, Archon Books, 1976, 280 p. (ISBN 9780208015969, OCLC 2283873, lire en ligne),
- (en-US) Robert Jakoubek, Harriet Beecher Stowe : Author and Abolitionist, New York, Chelsea House Publications (réimpr. 1989, 2005) (1re éd. 1986), 120 p. (ISBN 9781555466800, OCLC 18255644, lire en ligne),
- (en-US) Celia Bland, Harriet B. Stowe, New York, Chelsea Juniors, coll. « Junior world biographies », 1993, 88 p. (ISBN 9780791017739, OCLC 26012339, lire en ligne),
- (en-US) Jean Fritz, Harriet Beecher Stowe and the Beecher Preachers, New York, Penguin Putnam Books for Young Readers, coll. « Unforgettable Americans » (réimpr. 1998) (1re éd. 1994), 136 p. (ISBN 9780698116603, OCLC 40450305, lire en ligne),
- (en-US) Joan D. Hedrick, Harriet Beecher Stowe : a life, New York, Oxford University Press, USA, 1994, 552 p. (ISBN 9780195096392, OCLC 32812436, lire en ligne),
- (en-US) Suzanne M. Coil, Harriet Beecher Stowe, New York, Franklin Watts, coll. « Impact Biography », 1993, 200 p. (ISBN 9780531130063, OCLC 28217835, lire en ligne),
- (en-US) Mary Hill, Harriet Beecher Stowe, New York, Welcome Books, coll. « Real people (Childrens Press) », 2003, 30 p. (ISBN 9780516258652, OCLC 51203980, lire en ligne),
- (en-US) Brenda Haugen, Harriet Beecher Stowe : Author and Advocate, Minneapolis, Minnesota, Compass Point Books, coll. « Signature Lives », 2005, 118 p. (ISBN 9780756510688, OCLC 834777021, lire en ligne),
- (en-US) Ryan P. Randolph, Harriet Beecher Stowe : author and abolitionist, New York, PowerPlus Books, coll. « Library of American Lives and Times », 2004, 120 p. (ISBN 9780823966233, OCLC 1149187379, lire en ligne),
- (en-US) Michèle Griskey, Harriet Beecher Stowe, Hockessin, Delaware, Mitchell Lane Publishers, coll. « Classic Storytellers », 2005, 56 p. (ISBN 9781584153757, OCLC 56840594, lire en ligne),
- (en-US) Liz Sonneborn, Harriet Beecher Stowe, New York, Chelsea House Publishers, coll. « Leaders of the Civil War Era », 2009, 128 p. (ISBN 9781604133028, OCLC 263146945, lire en ligne),
- (en-US) Henry Elliot, Harriet Beecher Stowe : The Voice of Humanity in White America, New York, Crabtree Publishing Company, coll. « Voices for Freedom », 2009, 72 p. (ISBN 9780778748373, OCLC 351302512, lire en ligne),

#### Articles anglophones

##### Années 1850-1949
- « In the Circuit Court of the United States, for the Eastern District of Pennsylvania. In Equity. October, 1853. Calvin E. Stowe and Harriet Beecher Stowe His Wife v. F. W. Thomas », The American Law Register (1852-1891), vol. 2, no 4,‎ février 1854, p. 210-231 (22 pages) (lire en ligne ),
- William A. Guerry, « Harriet Beecher Stowe », The Sewanee Review, vol. 6, no 3,‎ juillet 1898, p. 335-344 (10 pages) (lire en ligne ),
- Tremaine McDowell, « The Use of Negro Dialect by Harriet Beecher Stowe », American Speech, vol. 6, no 5,‎ juin 1931, p. 322-326 (5 pages) (lire en ligne ),
- Frank J. Klingberg, « Harriet Beecher Stowe and Social Reform in England », The American Historical Review, vol. 43, no 3,‎ avril 1938, p. 542-552 (11 pages) (lire en ligne ),
- Hazel Harrod, « Correspondance of Harriet Beecher Stowe and Elizabeth Barrett Browning », Studies in English, vol. 27, no 1,‎ juin 1948, p. 28-34 (7 pages) (lire en ligne ),
- Charles Howell Foster, « The Genesis of Harriet Beecher Stowe's "The Minister's Wooing" », The New England Quarterly, vol. 21, no 4,‎ décembre 1948, p. 493-517 (25 pages) (lire en ligne ),
- Grace Seiler, « Harriet Beecher Stowe », College English, vol. 11, no 3,‎ décembre 1949, p. 127-137 (11 pages) (lire en ligne ),

##### Années 1950-1979
- Margaret Wyman, « Harriet Beecher Stowe's Topical Novel on Woman Suffrage », The New England Quarterly, vol. 25, no 3,‎ septembre 1952, p. 383-391 (9 pages) (lire en ligne ),
- George Shepperson, « Harriet Beecher Stowe and Scotland, 1852-3 », The Scottish Historical Review, vol. 32, no 113,‎ avril 1953, p. 40-46 (7 pages) (lire en ligne ),
- Joseph P. Roppolo, « Harriet Beecher Stowe and New Orleans: A Study in Hate », The New England Quarterly, vol. 30, no 3,‎ septembre 1957, p. 346-362 (17 pages) (lire en ligne )
- Harry Stone, « Charles Dickens and Harriet Beecher Stowe », Nineteenth-Century Fiction, vol. 12, no 3,‎ décembre 1957, p. 188-202 (15 pages) (lire en ligne ),
- Alex L. Murray, « Harriet Beecher Stowe on Racial Segregation in the Schools », American Quarterly, vol. 12, no 4,‎ hiver 1960, p. 518-519 (2 pages) (lire en ligne ),
- Albert Kaspin, « Uncle Tom's Cabin and "Uncle" Akim's Inn: More on Harriet Beecher Stowe and Turgenev », The Slavic and East European Journal, vol. 9, no 1,‎ printemps 1965, p. 47-55 (9 pages) (lire en ligne ),
- Charles M. Lombard, « Harriet Beecher Stowe's Attitude towards French Romanticism », CLA Journal, vol. 11, no 3,‎ mars 1968, p. 236-240 (5 pages) (lire en ligne ),
- (en-US) John R. Adams, « Harriet Beecher Stowe (1811-1896) », American Literary Realism, 1870-1910, vol. 2, no 2,‎ été 1969, p. 160-164 (5 pages) (lire en ligne ),
- Thomas Graham, « Harriet Beecher Stowe and the Question of Race », The New England Quarterly, vol. 46, no 4,‎ décembre 1973, p. 614-622 (9 pages) (lire en ligne ),
- Fredrick Trautmann, « Harriet Beecher Stowe's Public Readings in New England », The New England Quarterly, vol. 47, no 2,‎ juin 1974, p. 279-289 (11 pages) (lire en ligne ),
- Theodore R. Hovet, « The Church Diseased: Harriet Beecher Stowe's Attack on the Presbyterian Church », Journal of Presbyterian History (1962-1985), vol. 52, no 2,‎ été 1974, p. 167-187 (21 pages) (lire en ligne ),
- Jean Lebedun, « Harriet Beecher Stowe's Interest in Sojourner Truth, Black Feminist », American Literature, vol. 46, no 3,‎ novembre 1974, p. 359-363 (5 pages) (lire en ligne ),
- Theodore R. Hovet, « Christian Revolution: Harriet Beecher Stowe's Response to Slavery and the Civil War », The New England Quarterly, vol. 47, no 4,‎ décembre 1974, p. 535-549 (15 pages) (lire en ligne ),
- Susan Geary, « Harriet Beecher Stowe, John P. Jewett, and Author-Publisher Relations in 1853 », Studies in the American Renaissance,‎ 1977, p. 345-367 (23 pages) (lire en ligne ),
- Mary Kelley, « At war with herself: harriet beecher stowe as woman in conflict within the home », American Studies, vol. 19, no 2,‎ 1978, p. 23-40 (18 pages) (lire en ligne ),

##### Années 1980-1999
- Gayle Kimball, « Harriet Beecher Stowe's Revision of New England Theology », Journal of Presbyterian History (1962-1985), vol. 58, no 1,‎ printemps 1980, p. 64-81 (18 pages) (lire en ligne ),
- Alexander Grinstein, « "Uncle Tom's Cabin" and Harriet Beecher Stowe. Beating Fantasies and Thoughts of Dying », American Imago, vol. 40, no 2,‎ été 1983, p. 115-144 (30 pages) (lire en ligne ),
- James M. Cox, « Harriet Beecher Stowe: From Sectionalism to Regionalism », Nineteenth-Century Fiction, vol. 38, no 4,‎ mars 1984, p. 444-466 (23 pages) (lire en ligne ),
- Christopher P. Wilson, « Tempests and Teapots: Harriet Beecher Stowe's The Minister's Wooing », The New England Quarterly, vol. 58, no 4,‎ décembre 1985, p. 554-577 (24 pages) (lire en ligne ),
- Susan Wolstenholme, « Voice of the Voiceless: Harriet Beecher Stowe and the Byron Controversy », American Literary Realism, 1870-1910, vol. 19, no 2,‎ hiver 1987, p. 48-65 (18 pages) (lire en ligne ),
- Ann-Janine Morey, « American Myth and Biblical Interpretation in the Fiction of Harriet Beecher Stowe and Mary E. Wilkins Freeman », Journal of the American Academy of Religion, vol. 55, no 4,‎ hiver 1987, p. 741-763 (23 pages) (lire en ligne ),

- Joan D. Hedrick, « "Peaceable Fruits": The Ministry of Harriet Beecher Stowe », American Quarterly, Vol. 40, No. 3, vol. 40, no 3,‎ septembre 1988, p. 307-332 (26 pages) (lire en ligne ),
- Lisa Watt Macfarlane, « The New England Kitchen Goes Uptown: Domestic Displacements in Harriet Beecher Stowe's New York », The New England Quarterly, vol. 64, no 2,‎ juin 1991, p. 272-291 (20 pages) (lire en ligne ),
- Winfried Fluck, « The Power and Failure of Representation in Harriet Beecher Stowe's Uncle Tom's Cabin », New Literary History, vol. 23, no 2,‎ printemps 1992, p. 319-338 (20 pages) (lire en ligne ),
- Joan D. Hedrick, « Parlor Literature: Harriet Beecher Stowe and the Question of "Great Women Artists" », Signs, vol. 17, no 2,‎ hiver 1992, p. 275-303 (29 pages) (lire en ligne ),
- Susan K. Harris, « The Female Imaginary in Harriet Beecher Stowe's The Minister's Wooing », The New England Quarterly, vol. 66, no 2,‎ juin 1993, p. 179-198 (20 pages) (lire en ligne ),
- Sarah D. Hartshorne, « "Woe Unto You That Desire the Day of the Lord:" Harriet Beecher Stowe and the Corruption of Christianity in "Dred, A Tale of the Great Dismal Swamp" », Anglican and Episcopal History, vol. 64, no 3,‎ septembre 1995, p. 280-299 (20 pages) (lire en ligne ),
- Eileen Razzari Elrod, « "Exactly like My Father": Feminist Hermeneutics in Harriet Beecher Stowe's Non-Fiction », Journal of the American Academy of Religion, Vol. 63, No. 4, vol. 63, no 4,‎ hiver 1995, p. 695-719 (25 pages) (lire en ligne ),
- Alfred L. Brophy, « "Over and above... There Broods a Portentous Shadow,--The Shadow of Law": Harriet Beecher Stowe's Critique of Slave Law in "Uncle Tom's Cabin" », Journal of Law and Religion, vol. 12, no 2,‎ hiver 1995-1996, p. 457-506 (50 pages) (lire en ligne ),
- Lori Merish, « Sentimental Consumption: Harriet Beecher Stowe and the Aesthetics of Middle-Class Ownership », American Literary History, vol. 8, no 1,‎ printemps 1996, p. 1-33 (33 pages) (lire en ligne ),
- Kathryn R. Kent, « "Single White Female": The Sexual Politics of Spinsterhood in Harriet Beecher Stowe's Oldtown Folks », American Literature, vol. 69, no 1,‎ mars 1997, p. 39-65 (27 pages) (lire en ligne ),
- Theodore Hovet, « The Power of the Popular: The Subversion of Realism in Harriet Beecher Stowe's "My Wife and I" », American Literary Realism, 1870-1910, vol. 29, no 2,‎ hiver 1997, p. 1-13 (13 pages) (lire en ligne ),
- Annamaria Formichella, « Domesticity and Nationalism in Harriet Beecher Stowe's Agnes of Sorrento », Legacy, vol. 15, no 2,‎ 1998, p. 188-203 (16 pages) (lire en ligne )
- Eric Gardner, « Stowe Takes the Stage: Harriet Beecher Stowe's The Christian Slave », Legacy, vol. 15, no 1,‎ 1998, p. 78-84 (7 pages) (lire en ligne ),
- Natasha Sajé, « Open Coffins and Sealed Books: The Death of the Coquette in Harriet Beecher Stowe's Dred », Legacy, vol. 15, no 2,‎ 1998, p. 158-170 (13 pages) (lire en ligne ),
- Edward Tang, « Making Declarations of Her Own: Harriet Beecher Stowe as New England Historian », The New England Quarterly, vol. 71, no 1,‎ mars 1998, p. 77-96 (20 pages) (lire en ligne ),
- Susan A. Eacker, « Gender in Paradise: Harriet Beecher Stowe and Postbellum Prose on Florida », The Journal of Southern History, vol. 64, no 3,‎ août 1998, p. 495-512 (18 pages) (lire en ligne ),

##### Années 2000-2019
- John Gatta, « The Anglican Aspect of Harriet Beecher Stowe », The New England Quarterly, vol. 73, no 3,‎ septembre 2000, p. 412-433 (22 pages) (lire en ligne ),
- Janet B. Sommers, « Vision and Revision: The Midrashic Imagination in Harriet Beecher Stowe's "Woman in Sacred History », Religion & Literature, vol. 35, no 1,‎ 2003, p. 23-44 (22 pages) (lire en ligne ),
- Laura H. Korobkin, « Appropriating Law in Harriet Beecher Stowe's Dred », Nineteenth-Century Literature, vol. 62, no 3,‎ décembre 2007, p. 380-406 (27 pages) (lire en ligne ),
- T. Austin Graham, « The Slaveries of Sex, Race, and Mind: Harriet Beecher Stowe's Lady Byron Vindicated », New Literary History, vol. 41, no 1,‎ 2010, p. 173-190 (18 pages) (lire en ligne ),
- Yael Ben-zvi, « The Racial Geopolitics of Harriet Beecher Stowe's Geography Textbooks », Legacy, vol. 29, no 1,‎ 2012, p. 9-36 (28 pages) (lire en ligne ). ,
- Neil Meyer, « "One Language in Prayer": Evangelicalism, Anti-Catholicism, and Harriet Beecher Stowe's "The Minister's Wooing" », The New England Quarterly, vol. 85, no 3,‎ septembre 2012, p. 468-490 (23 pages) (lire en ligne ),
- Curtis Evans, « “The Chief Glory of God [Is] in Self-Denying, Suffering Love!”: True Religion in Harriet Beecher Stowe’s Uncle Tom’s Cabin », The Journal of Religion, vol. 92, no 4,‎ octobre 2012, p. 498-514 (17 pages) (lire en ligne ),
- Amy Easton-Flake, « Harriet Beecher Stowe's Multifaceted Response to the Nineteenth-Century Woman Question », The New England Quarterly, vol. 86, no 1,‎ mars 2013, p. 29-59 (31 pages) (lire en ligne ),
- Kevin Pelletier, « David Walker, Harriet Beecher Stowe, and the Logic of Sentimental Terror », African American Review, vol. 46, nos 2/3,‎ été 2013, p. 255-269 (15 pages) (lire en ligne ),
- Wesley Raabe, « Estranging Anthology Texts of American Literature: Digital Humanities Resources for Harriet Beecher Stowe, Walt Whitman, and Emily Dickinson », CEA Critic, vol. 76, no 2,‎ juillet 2014, p. 169-190 (22 pages) (lire en ligne ),
- Nina Bannett, « Keepsakes, Promises, Exchange: Female Friendship in Harriet Beecher Stowe's "The Pearl of Orr's Island" », The New England Quarterly, vol. 87, no 3,‎ septembre 2014, p. 412-433 (22 pages) (lire en ligne ),
- Laura Korobkin, « Avoiding "Aunt Tomasina": Charles Dickens Responds to Harriet Beecher Stowe's Black American Reader, Mary Webb », ELH, vol. 82, no 1,‎ printemps 2015, p. 115-140 (26 pages) (lire en ligne ),
- Anne Nichols, « Harriet Beecher Stowes "Woman in Sacred History": Biblical Criticism, Evolution and the Maternal Ethic », Religion & Literature, vol. 47, no 3,‎ automne 2015, p. 57-75 (19 pages) (lire en ligne ),
- Gretchen Murphy, « States of Innocence: Harriet Beecher Stowe, London Needlewomen, and the New England Novel », Legacy, vol. 34, no 2,‎ 2017, p. 278-300 (23 pages) (lire en ligne ),
- Shana Klein, « Those Golden Balls Down Yonder Tree », Southern Cultures, vol. 23, no 3,‎ 2017, p. 30-38 (9 pages) (lire en ligne ),
- John T. Foster Jr., « Early Tourism and Harriet Beecher Stowe: The Discovery of Stowe's First Published Descriptions of Florida », The Florida Historical Quarterly, vol. 95, no 4,‎ printemps 2017, p. 471-493 (23 pages) (lire en ligne ),
- Kristin Wilkes, « Repairing the Ladder to Heaven », Christianity and Literature, vol. 67, no 3,‎ juin 2018, p. 436-453 (18 pages) (lire en ligne ),
- Susan F. Beegel, « Harriet Beecher Stowe and the Loss of the Hanover: Transforming a Maine Shipwreck in The Pearl of Orr's Island », American Literary Realism, vol. 50, no 2,‎ hiver 2018, p. 123-144 (22 pages) (lire en ligne ),

##### Années 2020 -
- Susan Beegel, « Yarns Spun to Order », The New England Quarterly, vol. 93, no 1,‎ mars 2020, p. 7-47 (41 pages) (lire en ligne )
- Christopher Allan Black, « Vesey and Gordon’s Righteous Insurrection », Rocky Mountain Review, vol. 76, no 2,‎ 2022, p. 177-194 (18 pages) (lire en ligne )

#### Articles Francophones
- John Lemoinne, « Le roman de la vie des Noirs en Amérique : DRED, par Mrs Harriet Beecher », Revue des Deux Mondes (1829-1971), vol. 6, no 1,‎ 1er novembre 1856, p. 162-187 (26 pages) (lire en ligne ),